# 木幡駅 (JR西日本)
木幡駅（こはたえき）は、京都府宇治市木幡大瀬戸にある、西日本旅客鉄道（JR西日本）奈良線の駅である。駅番号はJR-D07。
JRの駅名は「こはた」であるが、近隣にある京阪宇治線の木幡駅は「こわた」と、それぞれ読み方が異なる。また、駅周辺の一部地名には「こばた」と読むものもある。

## 歴史
木幡西部に位置した陸軍宇治火薬製造所木幡分工場への引込線が本駅から引かれていた。その後、線路は撤去されたが、築堤の大部分や道路を跨ぐ橋桁等がそのまま残されている。このうち、京阪宇治線以西は道路に転用され、パナソニックの工場や下水処理場への搬出入路として利用されている。また本線と並行する一部区間は1983年（昭和58年）に遊歩道「木幡緑道」として整備されている。
戦争直後の食糧難の時代、当線を利用し奈良方面へ買い出しに出た京都市民が復路、京都駅を経由すると米や芋などを警察に没収されたため、当駅で京阪線に乗り換え市内に食糧を持ち込む動きもあったという。

### 構内踏切改良と配線変更
駅構内の北側にある木幡踏切は、両側の道路と比べて幅員が狭いことおよび一方通行から対面通行に変更され交通が以前より輻輳していることなどからボトルネックとなり、慢性的な交通渋滞の原因となっていた。また、周辺の交通状況が原因となった自動車の踏切内での立ち往生などの障害事案が10年前の3倍以上に増加していたほか、歩行者の安全が脅かされる状態が恒常化していた。このため、京都府の事業により踏切道拡幅と歩道の設置および踏切道延長を短縮する工事が行われた。
このうち、踏切道延長の短縮についてはかつての中線を新たに副本線（新2番線）として再整備することによって実現しており、延長は従来の17.4 mから8.8 mに短縮されたほか、踏切道幅員については踏切寄りのホームの一部を除去するなどし、新たに設置される歩道を含めて従来の5.5 mから10.5 mに拡幅された。
これらの事業のうち、踏切を含むJR敷地内の工事については同社に委託されている。事業は2010年から3年間で実施されたが、総事業費は約3.2億円と見積もられていた。

### 年表
- 1896年（明治29年）1月25日：奈良鉄道の桃山駅 - 玉水駅間延伸にともないに開業する[6]。
- 1905年（明治38年）2月7日：会社合併により関西鉄道の駅となる[7]。
- 1907年（明治40年）10月1日：関西鉄道が国有化され[6]、帝国鉄道庁（国有鉄道）所管となる。
- 1909年（明治42年）10月12日：線路名称が制定され、奈良線の所属となる[7]。
- 1972年（昭和47年）4月1日：貨物の取り扱いを廃止[6]。
- 1984年（昭和59年）10月20日：荷物扱い廃止[6]。
- 1987年（昭和62年）4月1日：国鉄分割民営化により、西日本旅客鉄道（JR西日本）の駅となる[6]。
- 1992年（平成4年）11月1日：みどりの窓口の営業を開始する[8]。
- 1998年（平成10年）10月8日：自動改札機を設置し、供用開始[9]。
- 2001年（平成13年）3月3日：ダイヤ改正に伴い中線の使用を廃止し、線路を撤去する。これにより、2面3線から2面2線となる。
- 2003年（平成15年）11月1日：「ICOCA」の利用が可能となる[10]。
- 2012年（平成24年）
  - 4月15日：線路が撤去されていた中線部分に再度線路を敷設し、新2番線として使用を開始する。これにより旧2番線は廃止される。
  - 7月：木幡踏切の改良工事が完了[11]。
- 2018年（平成30年）
  - 3月17日：駅ナンバリングが導入され、使用を開始[12]。
  - 6月30日：エレベーター、多機能トイレの使用を開始[13]。
  - 10月6日：新駅舎の使用を開始。
- 2022年（令和4年）5月22日：当駅を含む黄檗駅 - 六地蔵駅間が複線化[14]。
- 2024年（令和6年）10月31日：みどりの窓口の営業を終了[15]。

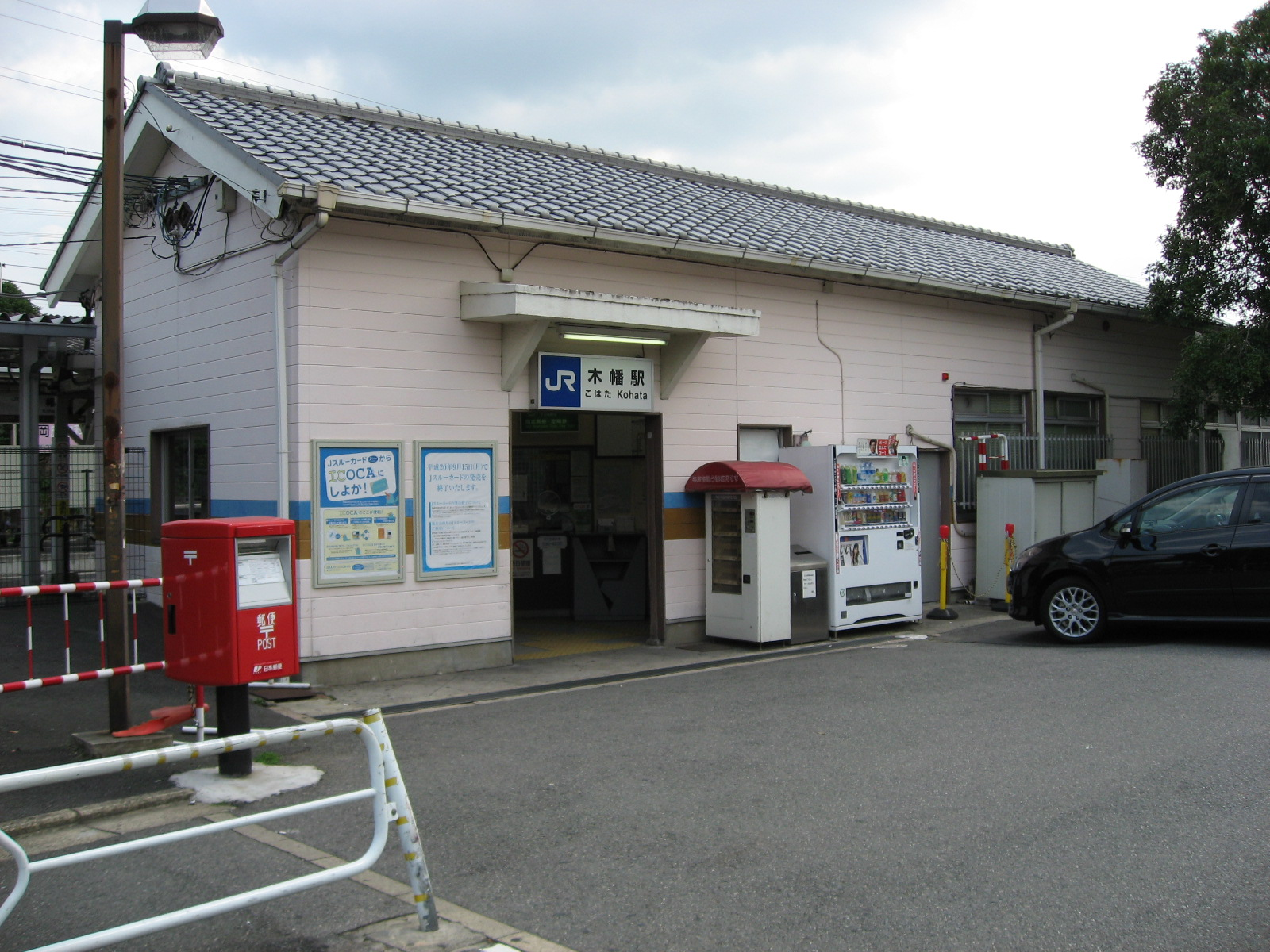
旧駅舎（2008年9月）
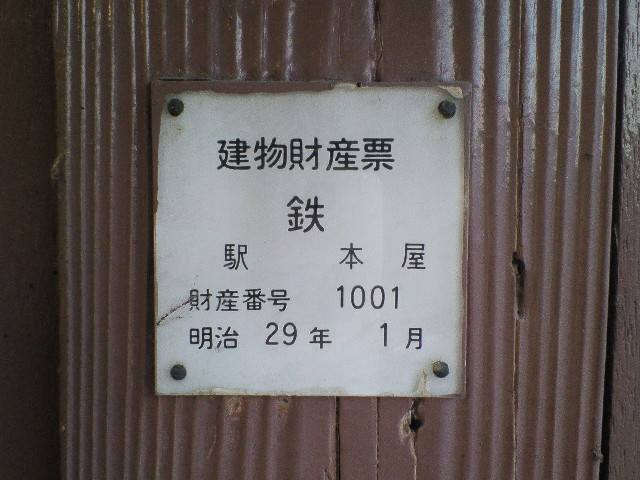
駅舎に付けられている建物財産票（2007年11月）

## 駅構造
相対式ホーム2面2線を持つ行違い可能な地上駅。もとは2面3線であったが、2001年3月のダイヤ改正後に一線スルーに変更された際、中線の2番線が撤去され旧3番線が新2番線となった。その後、2012年4月には構内にある木幡踏切の道路延長短縮（前述）のため中線跡を活用する形で旧2番線を復帰させ新2番線を廃止した。
宇治駅が管理し、JR西日本交通サービスが駅業務を受託している業務委託駅である。
ICカード乗車券「ICOCA」を利用することができる。

### のりば
| のりば | 路線   | 方向 | 行先           |
| ------ | ------ | ---- | -------------- |
| 1      | 奈良線 | 上り | 京都方面       |
| 2      | 奈良線 | 下り | 宇治・奈良方面 |

## 利用状況
JR西日本の移動等円滑化取組報告書によれば、2023年度の1日当たりの利用者数は5,272人。京都府統計書によると、1日の平均乗車人員は以下の通りである。
| 年度   | 一日平均 乗車人員 |
| ------ | ----------------- |
| 1999年 | 2,749             |
| 2000年 | 2,710             |
| 2001年 | 2,636             |
| 2002年 | 2,595             |
| 2003年 | 2,612             |
| 2004年 | 2,638             |
| 2005年 | 2,625             |
| 2006年 | 2,685             |
| 2007年 | 2,698             |
| 2008年 | 2,679             |
| 2009年 | 2,608             |
| 2010年 | 2,738             |
| 2011年 | 2,727             |
| 2012年 | 2,726             |
| 2013年 | 2,745             |
| 2014年 | 2,762             |
| 2015年 | 2,727             |
| 2016年 | 2,699             |
| 2017年 | 2,762             |
| 2018年 | 2,712             |
| 2019年 | 2,740             |
| 2020年 | 2,211             |
| 2021年 | 2,321             |
| 2022年 | 2,499             |

## 駅周辺
- 木幡駅（京阪宇治線） - 西に徒歩5分ほど。
- 宇治陵
- 願行寺
- 木幡池
- 許波多神社
- 木幡緑道
- 宇治警察署木幡交番 - 駅南東5分ほど。
- 京都医療少年院
- 木幡公民館（行政サービスコーナー・宇治市図書館配本所）
- 京都府道7号京都宇治線
- 京都府立東宇治高等学校
- 宇治市立木幡中学校
- 洛陽第二幼稚園
- 宇治木幡郵便局
- 京都アニメーション - 駅前に本社スタジオが存在する。
- 松殿山荘

## 隣の駅
西日本旅客鉄道（JR西日本）
 奈良線
■みやこ路快速・■快速・■区間快速
通過
■普通
六地蔵駅 (JR-D06) - 木幡駅 (JR-D07) - 黄檗駅 (JR-D08)